# Lindolfo Leopoldo Collor

Lindolfo Leopoldo Collor in 1992

Lindolfo Leopoldo Collor (* 7. Juni 1931 in Porto Alegre; † 6. Januar 2005 in Brasília) war ein brasilianischer Diplomat.

## Leben
Lindolfo Leopoldo Collor war der Sohn von Herminia Bartolomeu de Souza e Silva und Lindolfo Leopoldo Boeckel Collor (* 4. Februar 1890 in São Leopoldo; † 1942), einem Gaucho, Pharmaunternehmer, Journalisten und von 1930 bis 1932 Arbeitsminister im ersten Kabinett von Getúlio Vargas sowie Onkel von Fernando Collor de Mello. Von 1957 bis 1959 war er Sekretär der Gesandtschaft dritter Klasse in Mexiko-Stadt. Im Jahr 1960 diente er in der brasilianischen Botschaft in Buenos Aires, Argentinien. Im Jahr 1961 war er in Quito, Ecuador, tätig.
Von 1964 bis 1965 war er Geschäftsträger in Bangkok, er diente auch in der brasilianischen Botschaft in Bonn, Westdeutschland, und in der brasilianischen Botschaft in Moskau, Sowjetunion. Von 1974 bis 1976 war er Berater bei der brasilianischen Vertretung bei der UNO in New York, Vereinigte Staaten von Amerika. Er war Ministerberater an der brasilianischen Botschaft in Bogotá, Kolumbien. Von 1978 bis Dezember 1980 war er Generalkonsul von Brasilien in Chicago, Illinois, Vereinigte Staaten von Amerika. Von 1981 bis 1986 war er Botschafter in Dar es Salaam, Tansania, wo er im neunten Stock des IPS-Gebäudes arbeitete. Von 1988 bis zum 3. November 1990 war er Botschafter in Dakar (Senegal) und Banjul (Gambia). Vom 3. November 1990 bis zum 1. April 1993 war er Botschafter Brasiliens in Madrid, Spanien. Von 1993 bis September 1996 war er Botschafter Brasiliens in Tunis, Tunesien. Er kehrte nach Brasilien zurück, wo er sich in Brasilia-DF niederließ und im Juni 1997 in den Ruhestand trat. 
Er starb am 6. Januar 2005 im Krankenhaus von Brasília, in Brasília-DF, an einem Karzinom der Bauchspeicheldrüse.
| Vorgänger                         | Amt                                                                      | Nachfolger                            |
| --------------------------------- | ------------------------------------------------------------------------ | ------------------------------------- |
| Antonio Roberto de Arruda Botelho | brasilianischer Geschäftsträger in Bangkok 1964 bis 1965                 | Murillo Gurgel Valente                |
| —                                 | brasilianischer Botschafter in Daressalam 1981 bis 1984                  | José Ferreira Lopes                   |
| João Cabral de Melo Neto          | brasilianischer Botschafter in Dakar 1985 bis 3. November 1990           | Ricardo Carvalho do Nascimento Borges |
| Ronaldo Mota Sardenberg           | brasilianischer Botschafter in Madrid 3. November 1990 bis 1. April 1993 | Luiz Felipe de Seixas Corrêa          |